# ماريون ديكس سوليفان
ماريون ديكس سوليفان (بالإنجليزية: Marion Dix Sullivan)‏ هي ملحنة أمريكية، ولدت في 1802 في Boscawen, New Hampshire ‏ في الولايات المتحدة، وتوفيت في 1860.

## وصلات خارجية
- ماريون ديكس سوليفان على موقع ميوزك برينز (الإنجليزية)